# Moca mitrodeta
Moca mitrodeta är en fjärilsart som beskrevs av Edward Meyrick 1922. Moca mitrodeta ingår i släktet Moca och familjen Immidae. Inga underarter finns listade i Catalogue of Life.